# Haverholmen, Borgå
Haverholmen är en ö i Finland. Den ligger i Finska viken och i kommunen Borgå i den ekonomiska regionen  Borgå i landskapet Nyland, i den södra delen av landet. Ön ligger omkring 50 kilometer öster om Helsingfors.
Öns area är 9,8 hektar och dess största längd är 0,7 kilometer i sydväst-nordöstlig riktning.